# Porphyriops
Genre
Porphyriops est un genre monotypique d'oiseaux de la famille des Rallidae.

## Liste des espèces
Selon la classification de référence du Congrès ornithologique international (version 6.4, 2016) :
- Porphyriops melanops — Gallinule à face noire (Vieillot, 1819)
  - Porphyriops melanops bogotensis Chapman, 1914
  - Porphyriops melanops crassirostris (Gray, JE, 1829)
  - Porphyriops melanops melanops (Vieillot, 1819)